# Érick Gutiérrez
Érick Gabriel Gutiérrez Galaviz (Ahome, 15 juni 1995) is een Mexicaans voetballer die doorgaans als centrale middenvelder speelt. Hij tekende in juli 2023 een contract bij Guadalajara, dat circa 5,5 miljoen euro voor hem betaalde aan PSV. Gutiérrez maakte in 2016 zijn debuut in het Mexicaans voetbalelftal .

## Clubcarrière

### Pachuca
Gutiérrez werd op twaalfjarige leeftijd opgenomen in de jeugdopleiding van Pachuca. Hiervoor debuteerde hij op 27 oktober 2013 in het betaald voetbal, in een competitiewedstrijd in de Liga MX tegen Cruz Azul. Hij werd in het seizoen 2014/15 basisspeler en maakte op 8 februari 2015 zijn eerste competitietreffer, tegen Toluca. Gutiérrez speelde in een kleine vijf jaar meer dan 140 competitiewedstrijden voor Pachuca. Hiermee won hij in 2016 de Clausura en in het seizoen 2016/17 de CONCACAF Champions League. Hij werd in 2016 benoemd tot aanvoerder van Pachuca.

### PSV
Gutiérrez tekende in augustus 2018 een contract tot 2023 bij PSV, de kampioen van de Eredivisie in het voorgaande seizoen. De Eindhovense club betaalde circa €6.000.000,- voor hem aan Pachuca. Dat kreeg daarbij tot €2.200.000,- aan eventuele bonussen en een doorverkooppercentage van circa 10% in het vooruitzicht gesteld. Gutiérrez werd bij PSV herenigd met zijn vriend Hirving Lozano, met wie hij vanaf 2009 al in de jeugd en van 2014 tot en 2017 in het eerste elftal van Pachuca speelde.
Gutiérrez maakte op 15 september 2018 zijn debuut voor PSV, in een met 0–7 gewonnen competitiewedstrijd uit bij ADO Den Haag. Hij kwam die dag in de 70e minuut in het veld voor Pablo Rosario. Drie minuten later gaf hij een assist waaruit Lozano 0–4 maakte. Weer twee minuten daarna schoot hij PSV zelf naar 0–5. Op 18 september 2018 volgde zijn debuut in de UEFA Champions League, tijdens een met 4–0 verloren groepswedstrijd uit bij FC Barcelona. Nadat Gutiérrez zestien keer in actie kwam in 2018, deed PSV-coach Mark van Bommel in de eerste maanden na de jaarwisseling sporadisch een beroep op hem. Volgens Van Bommel kwam dit doordat Gutiérrez tijd nodig had om zich aan te passen aan het niveau en tempo. Hij kwam in de laatste vier speelronden van het seizoen vervolgens wel weer in actie. Ook in seizoen 2019/20 kreeg hij niet veel speeltijd en in seizoen 2020/21 nog minder. In seizoen 2021/22 veranderde zijn situatie alsnog ten goede en stond hij vanaf november 2021 regelmatig in het basiselftal.

### Guadalajara
In juli 2023 vertrok Gutiérrez naar Guadalajara, waarmee een transfersom van 5,5 miljoen euro (inclusief bonussen) gemoeid was.

## Clubstatistieken
| Seizoen | Club               | Competitie | Competitie | Competitie | Competitie | Beker | Beker | Beker | Internationaal | Internationaal | Internationaal | Totaal | Totaal | Totaal |
| Seizoen | Club               | Competitie | Wed.       | Dlp.       | Ass.       | Wed.  | Dlp.  | Ass.  | Wed.           | Dlp.           | Ass.           | Wed.   | Dlp.   | Ass.   |
| ------- | ------------------ | ---------- | ---------- | ---------- | ---------- | ----- | ----- | ----- | -------------- | -------------- | -------------- | ------ | ------ | ------ |
| 2013/14 | CF Pachuca         | Liga MX    | 11         | 0          | 0          | 7     | 0     | 0     | —              | —              | —              | 18     | 0      | 0      |
| 2014/15 | CF Pachuca         | Liga MX    | 34         | 6          | 3          | 0     | 0     | 0     | 6              | 3              | 1              | 40     | 9      | 4      |
| 2015/16 | CF Pachuca         | Liga MX    | 34         | 3          | 10         | 7     | 0     | 2     | —              | —              | —              | 41     | 3      | 12     |
| 2016/17 | CF Pachuca         | Liga MX    | 29         | 1          | 4          | 1     | 0     | 0     | 8              | 2              | 2              | 38     | 3      | 6      |
| 2017/18 | CF Pachuca         | Liga MX    | 30         | 5          | 4          | 3     | 1     | 0     | 0              | 0              | 0              | 33     | 6      | 4      |
| 2018/19 | CF Pachuca         | Liga MX    | 6          | 2          | 0          | 2     | 0     | 0     | —              | —              | —              | 8      | 2      | 0      |
| 2018/19 | PSV                | Eredivisie | 16         | 3          | 4          | 2     | 1     | 0     | 4              | 0              | 0              | 22     | 4      | 4      |
| 2019/20 | PSV                | Eredivisie | 15         | 1          | 0          | 1     | 0     | 0     | 10             | 0              | 1              | 26     | 1      | 1      |
| 2020/21 | PSV                | Eredivisie | 8          | 0          | 0          | 1     | 0     | 0     | 1              | 0              | 0              | 10     | 0      | 0      |
| 2021/22 | PSV                | Eredivisie | 25         | 1          | 3          | 5     | 1     | 0     | 9              | 0              | 1              | 39     | 2      | 4      |
| 2022/23 | PSV                | Eredivisie | 30         | 2          | 2          | 5     | 1     | 1     | 9              | 2              | 0              | 44     | 5      | 3      |
| 2023/24 | Chivas Guadalajara | Liga MX    | 34         | 3          | 1          | 2     | 0     | 0     | 3              | 1              | 0              | 39     | 4      | 1      |
| 2024/25 | Chivas Guadalajara | Liga MX    | 16         | 0          | 1          | 2     | 0     | 0     | 0              | 0              | 0              | 18     | 0      | 1      |
| Totaal  | Totaal             | Totaal     | 288        | 27         | 32         | 38    | 4     | 3     | 50             | 8              | 5              | 376    | 39     | 40     |

Bijgewerkt op 8 december 2024.

## Interlandcarrière
Gutiérrez maakte deel uit van het Mexicaans olympisch voetbalelftal tijdens de Zomerspelen van 2016. Mexico strandde in een poule met Duitsland, Zuid-Korea en Fiji. Tegen Fiji scoorde Gutiérrez vier doelpunten.
Gutiérrez debuteerde op 12 oktober 2016 in het Mexicaans voetbalelftal , in een oefeninterland tegen Panama. Hij viel na een uur spelen in voor Jesús Gallardo. Gutiérrez kwam een jaar later met Mexico tot de halve finale van de Gold Cup 2017. Hij begon dit toernooi als reservespeler, maar stond in de derde groepswedstrijd en de halve finale in de basis. Bondscoach Juan Carlos Osorio nam hem ook mee naar het WK 2018, maar hierop kwam hij zelf niet in actie. Dat deed hij een jaar later wel op de gewonnen Gold Cup 2019. Gutiérrez maakte op 7 september 2018 zijn eerste interlandgoal. Hij bracht Mexico die dag op 0–2 in een met 0–3 gewonnen oefeninterland in en tegen de Verenigde Staten.

## Erelijst
| Competitie                     | Aantal  | Jaren            |         |         |
| Pachuca                        | Pachuca | Pachuca          | Pachuca | Pachuca |
| ------------------------------ | ------- | ---------------- | ------- | ------- |
| CONCACAF Champions League      | 1x      | 2016/17          |         |         |
| Liga MX (Clausura)             | 1x      | 2016             |         |         |
| PSV                            |         |                  |         |         |
| KNVB Beker                     | 2x      | 2021/22, 2022/23 |         |         |
| Johan Cruijff Schaal           | 2x      | 2021, 2022       |         |         |
| Mexico                         |         |                  |         |         |
| CONCACAF Gold Cup              | 1x      | 2019             |         |         |
| Mexico –20                     |         |                  |         |         |
| CONCACAF Under-20 Championship | 1x      | 2015             |         |         |